# Joachim Stancke
Joachim Stancke (* 9. März 1936 in Berlin) ist ein deutscher Unternehmer, Lobbyist und ehemaliger Politiker (FDP).
Der aus Berlin stammende Rechtsanwalt war von 1971 bis 1973 Geschäftsführer der Friedrich-Naumann-Stiftung. Nach der überraschenden Erkrankung des FDP-Bundesgeschäftsführers Johann Friedrich Volrad Deneke wurde er 1971 für ein paar Wochen kommissarischer Geschäftsführer der FDP bis zur Wahl von Karl-Hermann Flach zum FDP-Generalsekretär beim Freiburger Parteitag am 26. Oktober 1971. Er war 1971 verantwortlicher Redakteur der freien demokratischen korrespondenz (fdk).
Er wirkte mit an der Gründung der Liberalen Gesellschaft Bremen.
Bis 1983 war er Generalbevollmächtigter der FDP und anschließend Lobbyist in Bonn und Berlin u. a. für Alstom Deutschland und Thales Deutschland. Von 1994 bis 1996 war Joachim Stancke Präsident der Deutsch-Südafrikanischen Gesellschaft.
Joachim Stancke ist geschäftsführender Gesellschafter des IPK Institut für Politische Planung GmbH in Berlin.